# Dörrmoschel
Dörrmoschel ist eine Ortsgemeinde im Donnersbergkreis in Rheinland-Pfalz, Deutschland. Sie gehört der Verbandsgemeinde Nordpfälzer Land an.

## Geographie
Der Ort liegt im Nordpfälzer Bergland im Tal der Moschel westlich des Donnersbergs zwischen Kaiserslautern und Bad Kreuznach. Das Straßendorf zieht sich von Ost nach West entlang der Ortsstraße, neben der Friedhofstraße die einzige Straße im Ort.

## Geschichte
Die älteste erhaltene Erwähnung von Dörrmoschel, als Siccamushela, stammt von 1212. Das lateinische sicca „trocken“, das als „dörr“ in den heutigen Ortsnamen übernommen wurde, diente zur Unterscheidung vom nahen Heiligenmoschel im Tal des Moschelbach. Beide Flüsse gehen auf denselben Wortstamm *muska- „Moos“ zurück. Das Kloster Otterberg war im Ort begütert. Dazu zählte auch eine Naturalabgabe von Käse.
Dörrmoschel war Adelssitz von Charlotte Friederike von Pfalz-Zweibrücken (* 2. Dezember 1653 in Zweibrücken; † 27. Oktober 1712 in Dörrmoschel), der zeitweisen Administratorin des Herzogtums Pfalz-Zweibrücken und Witwe des mit 27 Jahren verstorbenen Erbprinzen Wilhelm Ludwig von Pfalz-Zweibrücken. Nach der Französischen Revolution wurde der Ort in das französische Département Donnersberg eingegliedert. Infolge des Wiener Kongresses war er von 1816 bis 1945 bayerisch. Nach dem Zweiten Weltkrieg war Dörrmoschel Teil der französischen Besatzungszone und wurde in das 1946 neu gebildete Land Rheinland-Pfalz eingegliedert.

## Politik

### Ortsbürgermeister
Gerald Forsch wurde 2024 Ortsbürgermeister von Dörrmoschel.
Der Vorgänger war Uwe Edmund Rainau.

### Wappen
| Wappen von Dörrmoschel | Blasonierung: „Über grünem Schildfuß geteilt von Rot und Gold; oben eine silberne Jakobsmuschel, unten ein schreitender schwarzer Eber.“ |
| Wappen von Dörrmoschel | |

## Kultur und Sehenswürdigkeiten

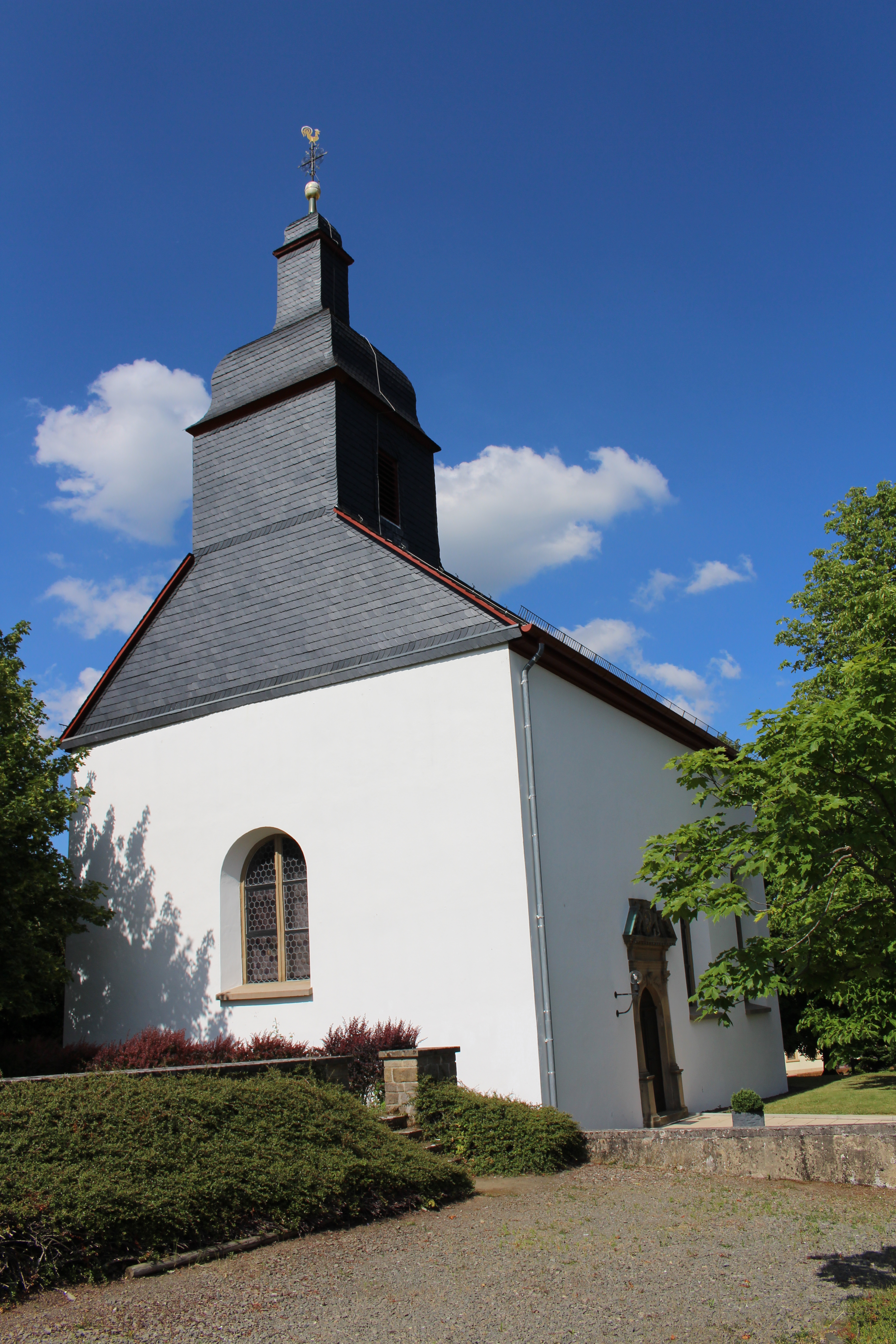
Protestantische Pfarrkirche aus dem Jahr 1712

Dokumente millionenalter Erdgeschichte finden sich im privaten, von Georg Kattler begründeten und betreuten Steinemuseum, Nordpfälzer Heimatmuseum, in Dörrmoschel. Gezeigt werden Amethyst-Drusen, Sandrosen, versteinerte Schnecken, Hölzer und mehr.
In Dörrmoschel gibt es insgesamt 4 geschützte Kulturdenkmäler, darunter die Barockbauten des Oberhofs aus der Mitte des 18. Jahrhunderts und der protestantischen Kirche aus dem Jahr 1712, die von Pfalzgräfin Charlotte Friederike gestiftet wurde.

## Wirtschaft und Infrastruktur
Über die Anschlussstelle Winnweiler der A 63 im Südosten besteht Anschluss an den Fernverkehr. In Rockenhausen ist ein Bahnhof der Alsenztalbahn.